# Milk Run
Milk Run consiste num sistemas de entregas em que ao mesmo tempo que se deixa a mercadoria, se leva a outra para economizar nos custos de transporte. Exemplo: A empresa controladora do CD distribui os produtos nas lojas da rede e no mesmo transporte recolhe os produtos de assistência, devoluções e excessos.
Em algumas indústrias, como a indústria automóvel, a recolha dos componentes pelos fornecedores pode ser realizada pela própria empresa, visto desta forma poder efetuar uma melhor gestão da sua rota, da quantidade de componentes necessárias de cada fornecedor e da capacidade dos seus veículos de transporte (Moura et al., 2002, p. 3).
O conceito de Milk Run, que é realizado pelo roteiro de coletas programadas, a fim de melhorar o transporte de dois ou mais fornecedores de uma mesma região até as dependências da fábrica, gera um fluxo contínuo de abastecimento de peças e retorno de embalagens, garantindo o abastecimento das linhas de montagem (LIMA, Byanca Porto et al, 2015).
Desse modo, denominamos Milk Run como um sistema de coletas programadas de materiais, que utiliza um único equipamento de transporte, normalmente de algum Operador Logístico, para realizar as coletas em um ou mais fornecedores e entregar os materiais no destino final, sempre em horários pré-estabelecidos (ALVARENGA, 2010).

## Fornecedormilk run
O fornecedor milk run executa a coleta dos materiais pelos outros fornecedores de forma programada, em quantidades estipuladas, reduzindo os stocks e tornando os lead times mais previsíveis, mesmo para artigos com grande variação de procura, facilitando a tarefa da recepção do material. O processo de milk run decorre principalmente numa mesma área, entre fornecedores locais, no entanto o processo pode incluir fornecedores de outras áreas geográficas que mantenham um armazém local. Estes mesmos fornecedores, mais afastados geograficamente, poderão tirar partido do milk run recorrendo ao crossdocking ou a plataformas que permitem o transporte multimodal rodoviário. O ideal deste programa continua a ser no entanto, a proximidade geográfica entre fornecedores, de preferência 4 a 5, no sentido da gestão ser feita através de critérios estabelecidos pelo grupo. As rotas para o  milk run poderão ser estabelecidas com recurso a serviços de mapas online, tendo porém em conta fatores como condições meteorológicas e informações sobre o trânsito (Baudin,  2005, p. 131).
Quando debatemos sobe o sistema Milk Run deve-se lembrar da roteirização, visto que o transporte é um dos principais personagens do sistema e é essencial o uso de bons softwares roteirizadores para a definição das melhores rotas para a coleta e entrega de materiais, de forma a reduzir a distância percorrida e o transit-time dos produtos (ALVARENGA, 2010).
Para ocorrer um funcionamento correto do sistema Milk Run, nos dizeres de Rodolfo Luiz Alvarenga é necessário;
“Para obter um bom sistema de Milk Run fornecedores, operadores logísticos e clientes têm de estar sincronizados, possuir um bom canal de comunicação entre esses elos e cumprir com as devidas responsabilidades. Os fornecedores devem ter materiais prontos para embarcar na doca de expedição, na quantidade programada para o dia, observando os seguintes pontos antes da chegada do caminhão – embalagens padronizadas, devidamente paletizadas, etiquetadas e com a documentação emitida. Os operadores logísticos devem cumprir os tempos programados nas janelas de coleta (nos fornecedores) e janelas de entrega (nos clientes). Os clientes devem aos fornecedores todas as informações necessárias para a programação de suas fábricas – previsão da produção (10 semanas, por exemplo), programação da produção (2 semanas, por exemplo) e o ajuste final diário”.

## Objetivos do sistema
O sistema de coleta programada denominado Milk Run é utilizado por diversas empresas pela rápida percepção da retirada do custo do frete, um dos objetivos e, simultaneamente, desafio do “Milk Run” é a na cadeia agregação de valor de suprimentos, acompanhada pela redução de estoque e desperdícios. Assim, se torna possível reduzir o tempo de resposta às flutuações de demanda, pois se tem um melhor controle sobre as peças solicitadas e uma maior frequência de abastecimento, facilitando o planejamento e a programação da produção (LIMA, Byanca Porto et al, 2015).           
Neste sistema, deverá ser maximizada a capacidade dos veículos utilizados para o transporte, no sentido da otimização das rotas e da redução dos custos de transporte da operação. Como o sistema é temporalmente programado, o transporte das peças para o fabricante deverá ser efetuado apenas quando for solicitado de forma a evitar receber uma quantidade superior à que foi definida para a captação dos materiais. O desafio deste sistema reside na agregação de valor na cadeia de abastecimento, reduzindo stocks, obtendo maior controle sobre a gestão dos materiais que são solicitados, maior frequência de abastecimento, permitindo com isso ter um maior acompanhamento das flutuações da procura (Moura et al., 2002, p. 4).
O sistema de coleta programada de peças Milk Run, vem sendo utiizado por diversas empresas atuais, permitindo um maior controle sobre as peças realmente necessárias e utilizando uma maior frequência de abastecimento (lotes menores) com consequente redução de estoques (ALVARENGA, 2010)